# Hogeland
Hogeland é uma comunidade não incorporada no condado de Blaine, no estado de Montana, nos Estados Unidos. Hogeland fica a 37 quilómetros a norte nordeste de Harlem. Hogeland tem uma estação de correios com o código zip 59529.

## Clima
De acordo com o sistema de classificação climática de Köppen-Geiger, Hogeland tem um clima semiárido.